# Wilhelminakanaal
Het Wilhelminakanaal is een kunstmatig vaarwater in de Nederlandse provincie Noord-Brabant. Het verbindt de Zuid-Willemsvaart bij Laarbeek met de Amer bij Geertruidenberg en is 68 kilometer lang. Van Geertruidenberg tot Dongen is het bevaarbaar voor schepen tot 1350 ton (klasse IV). Het overige deel is smaller en toegankelijk voor schepen tot 650 ton (klasse II). Het kanaal is 25 tot 42 meter breed en de gemiddelde diepte is 2,30 meter (ondiepste punt: 1,90 meter). Er zijn vijf sluizen, waarvan die bij Lieshout gewoonlijk open staat. 

## Geschiedenis

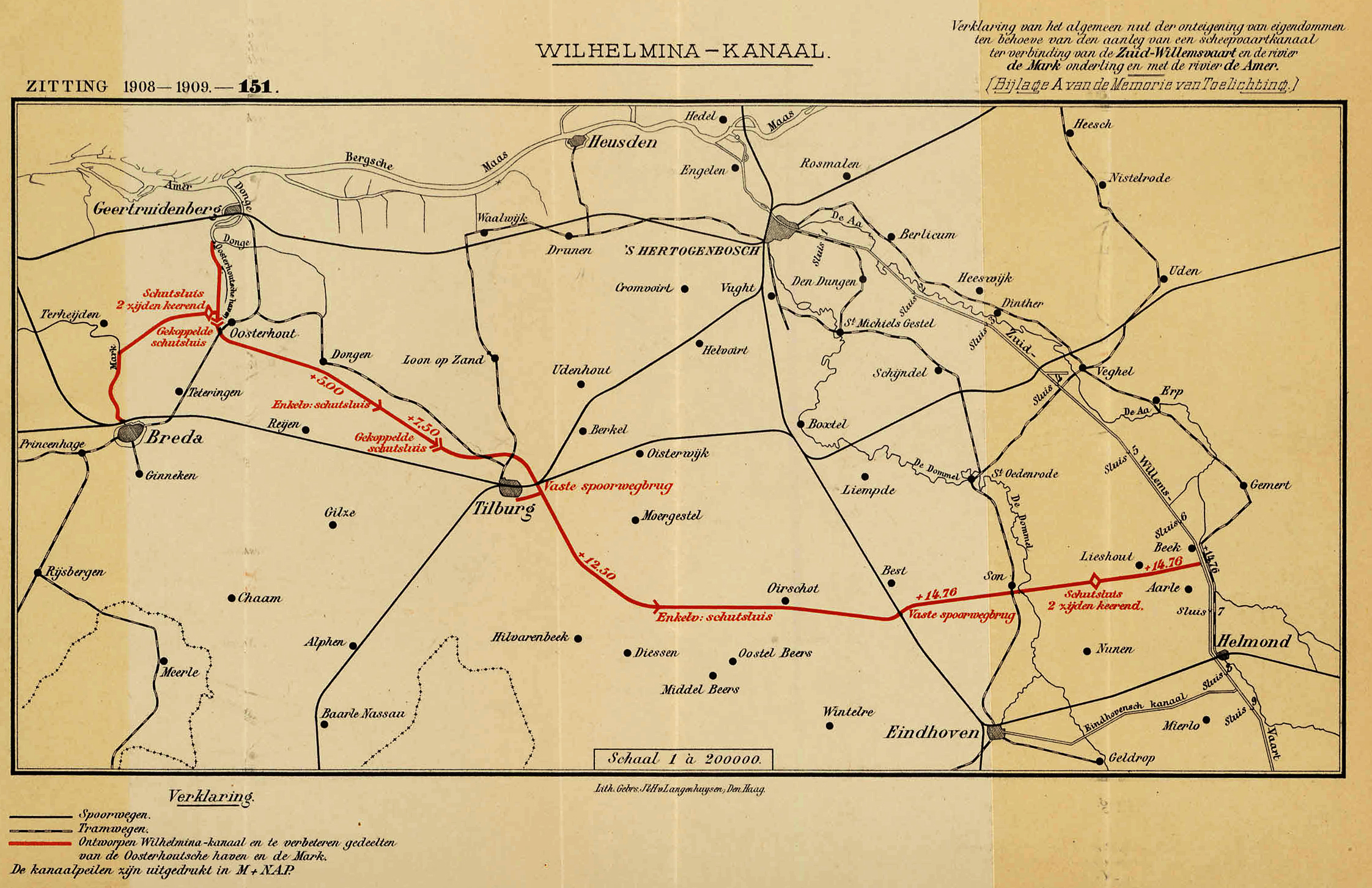
Beoogde route van het Wilhelmina-kanaal in 1908

De eerste plannen voor een kanaal dat Tilburg met de Maas verbindt, dateren uit 1794. Tilburg had in die tijd een belangrijke wolindustrie. De stad was echter slecht bereikbaar. Vervoer vond plaats met paard en wagen over vaak slecht begaanbare zandwegen naar de havens in andere plaatsen. Dat vormde niet alleen een belemmering voor de groei van de wolindustrie, maar maakte ook dat het onbetaalbaar was om meststoffen aan te voeren waarmee de woeste gronden rondom de stad ontgonnen zouden kunnen worden. Gesteund door plaatselijke fabrikanten en grootgrondbezitters zocht Tilburg naar mogelijkheden van een scheepvaartverbinding die de lokale economie zou stimuleren en ontginning van uitgebreide gebieden mogelijk zou maken.
Opeenvolgende koningen steunden het Tilburgse streven, echter zonder resultaat. Koning Lodewijk Napoleon deed tijdens zijn bezoek aan Tilburg op 17 april 1809 de toezegging dat hij de mogelijkheid van een kanaal zou laten onderzoeken, maar na zijn afreden in 1810 vond deze belofte geen vervolg. Koning Willem I gaf na een bezoek aan de stad op 29 juni 1829 opdracht om een waterweg voor Tilburg te ontwerpen. De Belgische Revolutie van 1830 betekende het einde voor dit plan. Koning Willem II, die vaak in Tilburg verbleef, gaf in 1847 opdracht om een plan te ontwerpen voor een kanaal van Tilburg naar het bevaarbare deel van de Donge. In februari 1848 werd begonnen met de aanleg. Als gevolg van de politieke ontwikkelingen werd het werk korte tijd later stilgelegd. Tijdens een bezoek in maart 1849 aan Tilburg overleed de koning. De werkzaamheden werden niet hervat.
Vanaf het midden van de negentiende eeuw werd de aanleg en exploitatie van kanalen veelal overgelaten aan particuliere ondernemingen. Deze konden daartoe bij de overheid een concessie aanvragen. In de jaren 1850 werden meerdere plannen ontworpen voor kanalen die Tilburg bereikbaar maakten voor scheepvaart. Alleen ir. J.E. Duijvené slaagde erin een concessie te verwerven, maar door technische en financiële problemen kwamen zijn plannen niet van de grond.
Na 1870 werd het kanaal onderwerp van overheidsplannen. Technische en financiële problemen zaten succes in de weg. Daarnaast werd besluitvorming geblokkeerd door voortdurend terugkerende discussies over de vraag wie verantwoordelijk was voor de aanleg en het onderhoud, de provincie of het Rijk. Het duurde tot 1905 voordat de Wet op het Wilhelminakanaal afgekondigd werd. De basis daarvan was het kanaalontwerp uit 1890 van ir. F.C. Bake.
In 1910 begon de daadwerkelijke aanleg, onder leiding van ir. C.L. Schuller tot Peursum. Eerst werd het gedeelte van de Amer en de Mark naar Tilburg aangelegd. Die stad werd in 1919 via het kanaal bereikbaar. Aan het tweede traject, van de Zuid-Willemsvaart naar Tilburg, werd begonnen in 1917. De openstelling van het gehele kanaal vond plaats in 1923. De werkzaamheden hadden vertragingen opgelopen als gevolg van de Eerste Wereldoorlog en mede daardoor waren de kosten opgelopen van 7,5 miljoen naar 28 miljoen gulden.

## Sluizen

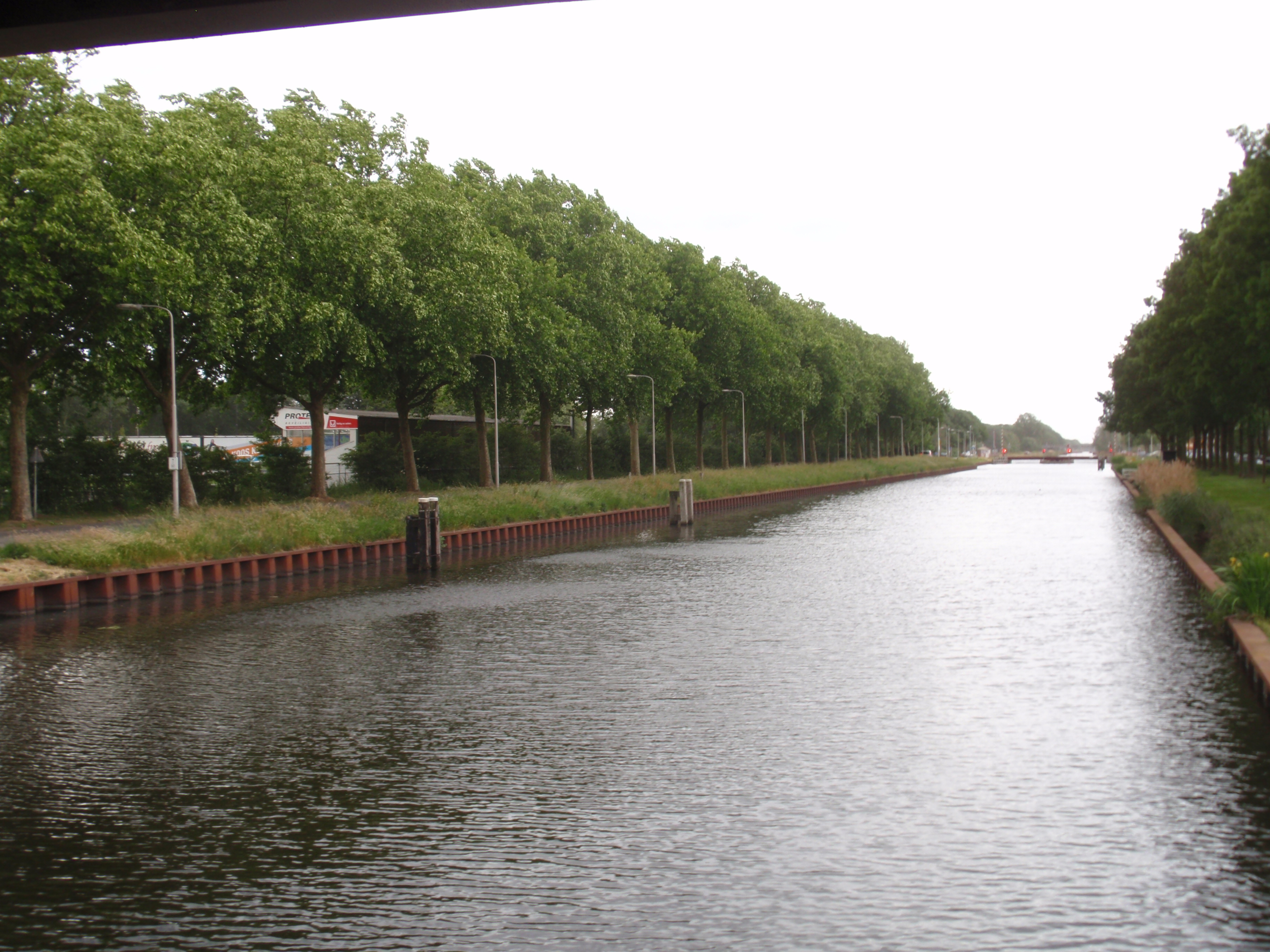
Het Wilhelminakanaal

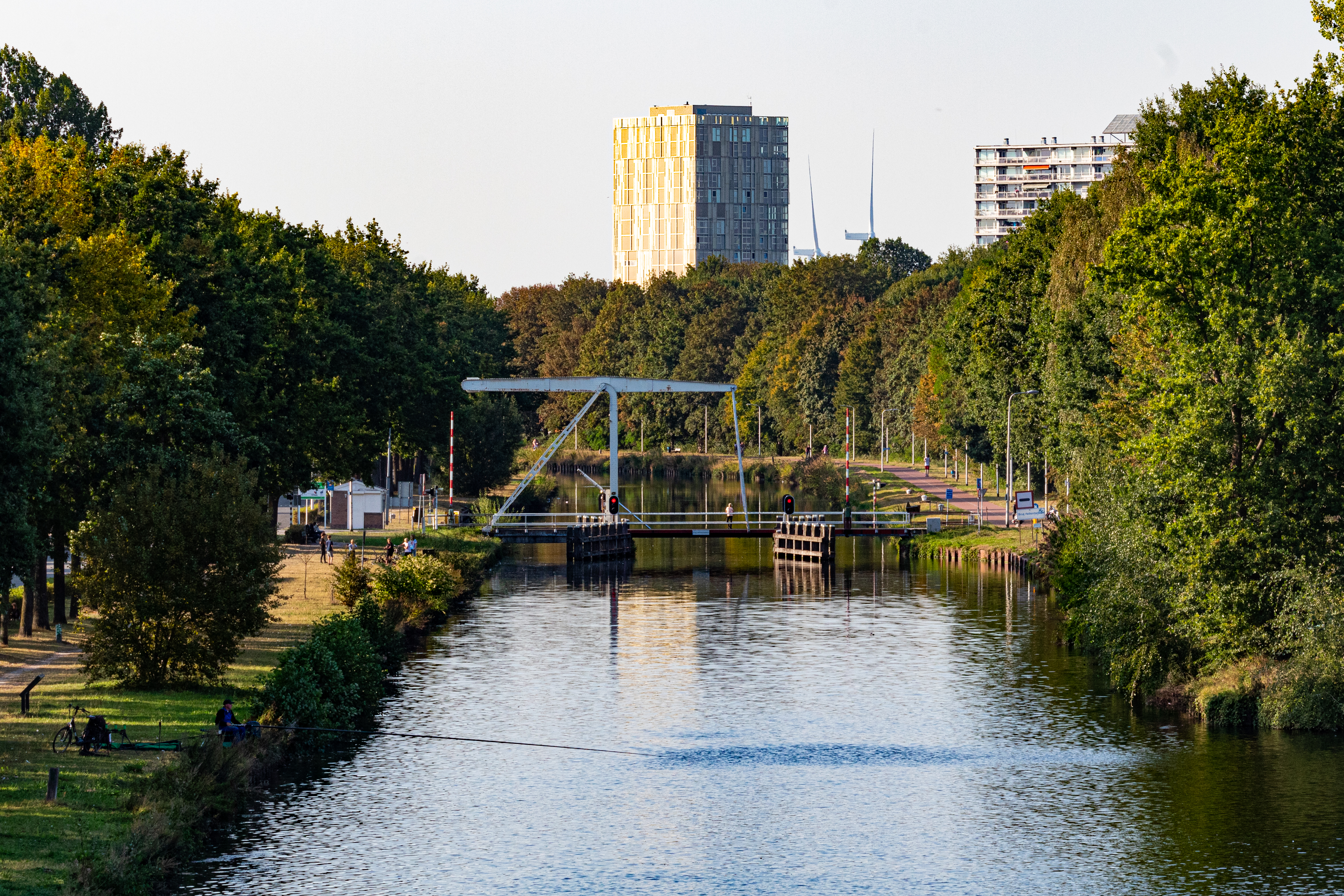
Het Wilhelminakanaal bij de Heikantsebaan ophaalbrug in Tilburg

Het Wilhelminakanaal telt vijf sluizen. De oorspronkelijke Sluis III uit 1917 is een dubbele bajonetsluis en is sinds 2002 een rijksmonument, met de functie van waterkering. Ernaast is een nieuwere Sluis III (ingebruikname oktober 2017). Dit is een eentrapssluis met een verval van 7,5 m en heeft de grootste composiet sluisdeuren ter wereld (6,2 m bij 12,5 m). Ten oosten van Sluis III is een zwaaikom aangelegd, waar klasse IV-schepen kunnen keren.

## Dubbelwerkend vijzelgemaal
Sluis III in het Wilhelminakanaal bij Tilburg is voorzien van een waterkrachtvijzel. Deze wordt gebruikt voor zowel het oppompen van water als voor het opwekken van elektriciteit. Dit is de eerste toepassing van een vijzel met dubbele werking in Nederland.  
De belangrijkste functie is de controle over het waterpeil in het bovenpand van het Wilhelminakanaal. Tevens kan bij voldoende waterafvoer duurzame energie opgewekt worden met behulp van een generator van 355 kW. De vijzel is 20,5 meter lang en heeft een diameter van 3,4 meter.